# Euscelidia cana
Euscelidia cana är en tvåvingeart som beskrevs av Dikow 2003. Euscelidia cana ingår i släktet Euscelidia och familjen rovflugor. Inga underarter finns listade i Catalogue of Life.